# Mabel Ballin
Mabel Ballin, nome da coniugata di Mabel Croft (Filadelfia, 1º gennaio 1887 – Santa Monica, 24 luglio 1958), è stata un'attrice statunitense.

## Biografia
Nata a Filadelfia, Mabel Croft studiò pittura. I suoi quadri di paesaggi vennero segnalati a una mostra e lei ebbe l'offerta di apparire in un film. Nel 1917, si era sposata con un artista, il pittore e scenografo Hugo Ballin che, da regista, la diresse anche in diversi film. Lei, intanto, aveva assunto il nome del marito e viene ricordata con questo, ovvero Mabel Ballin. La sua carriera di attrice dura dal 1917 al 1925. Durante quel periodo, interpreta 28 pellicole tra cui Jane Eyre e La fiera delle vanità.
La sua popolarità risale agli anni della prima guerra mondiale e la sua interpretazione più conosciuta resta Riders of the Purple Sage a fianco di Tom Mix nel 1925, uno degli ultimi film da lei interpretati.
Il matrimonio tra Ballin e Mabel si rivelò un'unione felice: i due vissero insieme fino alla morte di lui, avvenuta nel 1956. Mabel gli sopravvisse due anni. Vennero sepolti vicini al Woodlawn Memorial Cemetery di Santa Monica.

## Filmografia
- When Bobby Broke His Arm, regia di Charles M. Seay (1917)
- Bobby, Movie Director, regia di Wesley Ruggles (1917)
- Bobby, Boy Scout, regia di J. Raymond Kennedy (1917)
- Bobby's Bravery di Wesley Ruggles (1917)
- The Spreading Dawn, regia di Laurence Trimble (1917)
- For Valour, regia di Albert Parker (1917)
- The Danger Game, regia di Harry A. Pollard (1918)
- The Service Star, regia di Charles Miller (1918)
- The Glorious Adventure, regia di Hobart Henley (1918)
- The Turn of the Wheel, regia di Reginald Barker (1918)
- Laughing Bill Hyde, regia di Hobart Henley (1918)
- The Quickening Flame, regia di Travers Vale (1919)
- The White Heather, regia di Maurice Tourneur (1919)
- Lord and Lady Algy, regia di Harry Beaumont (1919)
- The Illustrious Prince, regia di William Worthington (1919)
- I pirati del Pacifico (Under Crimson Skies), regia di Rex Ingram (1920)
- Pagan Love, regia di Hugo Ballin (1920)
- East Lynne, regia di Hugo Ballin (1921)
- The Journey's End, regia di Hugo Ballin (1921)
- Jane Eyre, regia di Hugo Ballin (1921)
- Other Women's Clothes, regia di Hugo Ballin (1922)
- Married People, regia di Hugo Ballin (1922)
- La fiera delle vanità (Vanity Fair), regia di Hugo Ballin (1923)
- Metropoli in fiamme (Barriers Burned Away), regia di W. S. Van Dyke (1925)
- Riders of the Purple Sage, regia di Lynn Reynolds (1925)
- Beauty and the Bad Man, regia di William Worthington (1925)
- Code of the West, regia di William K. Howard (1925)
- The Shining Adventure, regia di Hugo Ballin (1925)